# Abramo Massalongo
Abramo Bartolommeo Massalongo, född 13 maj 1824 i Tregnago vid Verona, död 25 maj 1860, var en italiensk botaniker och paleontolog.
Massalongo var far till Caro Benigno Massalongo.
Massalongo blev 1849 juris doktor i Padua, men ägnade sig därefter åt naturvetenskaperna. Med början 1850 publicerade han fram till sin död 50 naturvetenskapliga arbeten, större och mindre. Han inriktade sig särskilt på studiet av Italiens fossila flora samt åt lavarna, men publicerade även några uppsatser av geologiskt, paleozoologiskt och herpetologiskt innehåll. Hans arbeten på paleobotanikens område behandlade främst Italiens tertiära flora, och hans tidiga bortgång innebar en svår förlust för kännedomen om denna. Som lichenolog var han en av de första, som på allvar började använda mikroskopet vid lavarnas undersökning och bestämning.